# Hoshina Masakage
Hoshina Masakage est un nom japonais traditionnel ; le nom de famille (ou le nom d'école), Hoshina, précède donc le prénom (ou le nom d'artiste).
Hoshina Masakage (保科 正景, 15 octobre 1616-2 juillet 1700) est un daimyo de l'époque d'Edo qui dirige le domaine d'Iino. Son titre de cour est Danjō no chū. Il est le fils d'Hoshina Masasada, mais il est dépossédé de son statut de chef de famille en raison de l'adoption par son père d'un héritier à l'extérieur. Cependant, après la mort de son père, Masakage est rétabli dans ses droits et hérite de la direction du domaine d'Iino. Il occupe divers postes de faible et moyenne responsabilité dans le shogunat Tokugawa, peut-être surtout celui de Nikkō sairei-bugyō, en relation avec le sanctuaire de Tokugawa Ieyasu à Nikkō.

## Source de la traduction
- (en) Cet article est partiellement ou en totalité issu de l’article de Wikipédia en anglais intitulé « Hoshina Masakage » (voir la liste des auteurs).